# Джыл-Кол
Джыл-Кол (кирг. Жыл-Кол) — село в Аксыйском районе Джалал-Абадской области Кыргызстана. Входит в состав Назаралиевского айылного аймака.

## География
Село расположено в южной части области, к западу от реки Нарын, на расстоянии приблизительно 42 километров (по прямой) к юго-востоку от города Кербен, административного центра района. Абсолютная высота — 542 метра над уровнем моря.

## Население
Согласно оценочным данным Национального статистического комитета Кыргызской Республики, численность населения села на начало 2023 года составляла 1404 человека.
| год     | 2009 | 2014 | 2015 | 2020 | 2021 | 2023 |
| ------- | ---- | ---- | ---- | ---- | ---- | ---- |
| человек | 867  | 1136 | 1155 | 1068 | 1094 | 1404 |